# Herman Sjöblom
Herman Alexander Sjöblom, född 6 september 1894, död 13 mars 1962, var en finländsk kompositör och arrangör för schlagermusik. Han använde sig av pseudonymen A. Salo.
Som kompositör och orkesterledare var Sjöblom verksam vid His Master's Voice och han orkestrerade pianomusik av kompositörer som Jean Sibelius, Toivo Kuula och Selim Palmgren för salongsorkestrar. Sjöblom var även redaktör för musikpublicisterna Wilhelm Hansen i Köpenhamn, R. E. Westerlund i Helsingfors och Breitkopf & Hartel i Leipzig. Sjöblom komponerade sammanlagt tjugofem inspelade sånger.

## Kompositioner
- Elokuun kuutamo
- Ensam
- Ystävä pettää
- Kaihoni
- Karjalan poikia
- Kuihtuneet lehdet
- Kaipuu
- Kulkurin masurkka
- Kun lausut sanan hellän
- Laulava kulkuri
- Laulua ja samppanjaa
- Laululintunen
- Onnen jenkka
- Se untako vain
- Silmien väliin
- Sydän sykkii tahtiin czardaksen
- Kuihtuneet lehdet
- Kun lausut sanan hellän
- Laulava kulkuri
- Syysruusuja
- Tanssit kalliolla
- Tipsvalsen
- Muistatko
- Muistoja pispalasta
- Tyttöäni muistellessa
- Unta vain
- Veikkaajan valssi´
- Kulkurin masurkka
- Yksin